# البعابعة (الحيمة الداخلية)

تعديل مصدري - تعديل

البعابعة هي إحدى قرى عزلة الأحبوب بمديرية الحيمة الداخلية التابعة لمحافظة صنعاء، بلغ تعداد سكانها 692 نسمة حسب تعداد اليمن لعام 2004.